# Перепелица, Поликарп Лазаревич
Полика́рп Ла́заревич Перепели́ца (6 апреля 1918 — 12 мая 1942) — механик-водитель танка 36-й танковой бригады 38-й армии Юго-Западного фронта, старший сержант, Герой Советского Союза.

## Биография
Родился 6 апреля 1918 года в селе Мостки (ныне Сватовский район, Луганская область) в семье крестьянина. Украинец.
Образование неполное среднее. Работал на шахте «Центральная» в городе Боково-Антрацит.
В Красной Армии с 1940 года. На фронтах Великой Отечественной войны с июня 1941 года.
12 мая 1942 года старший сержант Поликарп Перепелица в бою в районе села Непокрытое (ныне село Шестаково Волчанского района Харьковской области) с экипажем уничтожил дзот, пять орудий, два пулемёта и большое количество немецких солдат и офицеров. Погиб вместе с экипажем в подбитом танке. Похоронен в селе Шестаково.
Указом Президиума Верховного Совета СССР «О присвоении звания Героя Советского Союза начальствующему составу Красной Армии» от 2 декабря 1942 года за «образцовое выполнение боевых заданий командования на фронте борьбы с немецкими захватчиками и проявленные при этом отвагу и геройство» посмертно удостоен звания Героя Советского Союза.

## Память
- Надгробный памятник в селе Шестаково Волчанского района Харьковской области (Украина).
- Мемориальная доска на шахте «Центральная».
- Именем Героя названа улица в городе Антрацит.
- Именем Героя названа улица в городе Краматорск.
- Именем Героя названа улица в селе Мостки.

## Документы
- Наградной лист в электронном банке документов «Подвиг народа».